# Наумов, Владимир Алексеевич
Владимир Алексеевич Наумов — советский хозяйственный и политический деятель, Герой Социалистического Труда. По специальности: тракторист колхоза, конюх, помощник комбайнера. Награждëн двумя орденами Ленина и орденом Трудовой Славы 3 степени. 

## Биография
Родился в 1936 году в селе Аргамаково. Член КПСС.
В 1951—1955 гг. — конюх, помощник комбайнера, тракторист колхоза имени Фрунзе Рузаевского района Мордовской АССР. В 1955—1958 гг. — военнослужащий Советской Армии. В 1958—1991 гг. — тракторист колхоза имени Фрунзе Рузаевского района Мордовской АССР.
Указом Президиума Верховного Совета СССР от 11 декабря 1973 года за большие успехи, достигнутые во Всесоюзном социалистическом соревновании, и проявленную трудовую доблесть в выполнении принятых обязательств по увеличению производства и продажи государству зерна и других продуктов земледелия Наумову Владимиру Алексеевичу присвоено звание Героя Социалистического Труда с вручением ордена Ленина и золотой медали «Серп и Молот».
Кроме того, награждён:
- первым орденом Ленина 8 апреля 1971 года;
- медалью «За трудовую доблесть» 23 июня 1966 года.

Мастер высокой культуры земледелия.
Делегат XXV съезда КПСС (1976 год).
Депутат Верховного Совета Мордовской АССР (1963, 1971, 1980 года).
Умер в 2005 году в селе Аргамаково.